# Шарл Анри Сансон
Шарл Анри Сансон (француски: Chevalier Charles-Henri Sanson de Longval; 15. фебруар 1739—4. јул 1806), познат и као "Париски господин" (Monsieur de Paris) је био званични џелат Француске краљевине током владавине Луја XVI и главни егзекутор Прве француске републике. Заслужан је за увођење гиљотинирања као званичног начина погубљења осуђеника на смрт. Погубио је 2918 људи међу којима су и француски краљ Луј XVI, Максимилијан Робеспјер, Жорж Дантон, Антоан Сен Жист и други.

## Биографија

### Детињство и младост
Шарл Анри Сансон је био четврти по реду џелат у генерацији француских џелата. Његов прадеда, Шарл Сансон (1658–1695) био је војник у француској краљевској војсци. Именован је за париског џелата 1684. године. Наследио га је син, такође Шарл (1681–1726). Након његове смрти именован је заменик који је обављао функцију џелата до пунолетства Шарловог сина Жана Батиста Сансона (1719–1778). Жан је имао шеснаесторо деце од којих су десет доживели зрело доба. Најстарији Жанов син, Шарл Анри, познатији као "Велики Сансон" био је шегрт свога оца двадесет година. Именован је за џелата 26. децембра 1778. године. Шарл Анри је рођен у Паризу. Мајка му се звала Мадлен Тронсон. Школовао се најпре у манастиру у Руану. Школу је напустио 1753. године како би постао шегрт свога оца. Био је веома разочаран напуштањем школовања те је образован код приватних учитеља. Није волео посао своје породице.

### Каријера
Због парализе свога оца, Шарл напушта студије медицине и преузима посао џелата. Као џелат Шарл је био познат под надимком "Париски господин" (Monsieur de Paris). По други пут се оженио 10. јануара 1765. године са Маријом Аном Жугер. Са њом је имао двојицу синова: Анри (1767–1830) који је свога оца заменио као париски џелат и Габријел (1769–1792) који је такође касније постао џелат. Шарл Анри и његов стриц, Николас-Шарл Габријел Сансон, џелат из Ремса (1721–1795) залагали су се за увођење промена у погубљењу осуђеника како би се скратиле њихове муке и бол. Након језивог погубљења Роберта-Франсоа Дамијена, атентатора на краља Луја, Анријев стриц је напустио положај џелата. Године 1778. Шарл Анри је званично добио крваво црвени капут, знак главног париског егзекутора. Тада је званично наследио свога оца. Сансон је вршио већину погубљења са својом шесторицом помоћника.
Шарл Анри Сансон је током свог живота погубио 2918 осуђеника, укључујући и краља Луја XVI. Иако није био присталица монархије, Сансон се није слагао са погубљењем краља, али је на крају пристао да изврши егзекуцију. Сансон је сматрао да ће погубљењем краља нанети срамоту свом презимену. Историјски извори који сведоче о Лујевом погубљењу кажу да сечиво гиљотине није било подешено како треба те краљ није убијен приликом првог пада. Џелати су оштрицу морали подићи још једном јер је краљев врат био пресечен напола. Марију Антоанету, Лујеву удовицу, погубио је неколико месеци касније Шарлов син Анри. Шарл Анри Сансон је присуствовао погубљењу. Поред краља, Сансон и његови људи погубили су и челнике јакобинаца, Жоржа Дантона, Максимилијана Робеспјера, Антоана Сен Жиста, Жака Ебера и Камија Димулена.

### Гиљотина
Сансон је након окончања Француске револуције одиграо значајну улогу у доношењу одлуке којом је гиљотина постала стандардни инструмент за извршење смртне казне у Француској. Лекар Жозеф Гиљотен представио је нову машину Антоана Луја. Прототип гиљотине први пут је тестиран 17. априла 1792. године у Бисетр болници у Паризу. Сансон је извршио инспекцију. Гиљотина је најпре испробана на луткама од сламе, касније на овцама и коначно, на људским лешевима. Сансон је руководио радом инспектора. Народна скупштина одобрила је коришћење гиљотине 25. априла 1792. године. Сансон је отворио еру гиљотине погубљењем пљачкаша Николаса Жака Пелетијеа који је постао први осуђеник погубљен гиљотином.

### Пензионисање и смрт
Постоји анегдота која говори да је Шарл Анри Сансон након пензионисања упознао цара Наполеона Бонапарту који га је упитао да ли још увек може мирно да спава након што је погубио више од 3000 људи. Сансон је лаконски одговорио: "Ако цареви, краљеви и диктатори могу да спавају мирно, зашто не би могао и џелат?". Шарл Анри Сансон је умро 4. јула 1806. године у Паризу. Сахрањен је у породичној гробници на гробљу Монмартр.